# Ficinia micrantha
Ficinia micrantha är en halvgräsart som beskrevs av Charles Baron Clarke. Ficinia micrantha ingår i släktet Ficinia och familjen halvgräs. Inga underarter finns listade i Catalogue of Life.